# Кинашівський заказник
Кинашівський заказник — гідрологічний заказник місцевого значення. Об'єкт розташований на території Маньківського району Черкаської області, смт Маньківка.
Площа — 10,4 га, статус отриманий у 2003 році.